# Liste der Monuments historiques in Ondes
Die Liste der Monuments historiques in Ondes führt die Monuments historiques in der französischen Gemeinde Ondes auf.

## Liste der Bauwerke
| Bezeichnung             | Beschreibung             | Standort | Kennzeichnung | Schutzstatus | Datum | Bild           |
| ----------------------- | ------------------------ | -------- | ------------- | ------------ | ----- | -------------- |
| Kirche St-Jean-Baptiste | Erbaut von 1841 bis 1852 | (Lage)   | PA00094410    | Inscrit      | 1984  | weitere Bilder |